# KBV 005
KBV 201 (IMO 7912020) var ett av Kustbevakningens miljöskyddsfartyg. Fartyget byggdes på Åsiverken i Åmål och levererades 1981 som fyrbyggnadsfartyg under namnet Fyrbjörn. Fartyget köptes av Kustbevakningen 1993 och stationerades därefter i Härnösand. 2015 övertogs fartyget av Master Mariner AB, byggdes om i Falkenberg till ett expeditionsfartyg, döptes om till Freya och har nu sin hemmahamn i Göteborg.